# Anthonie Rouwenhorst Mulder

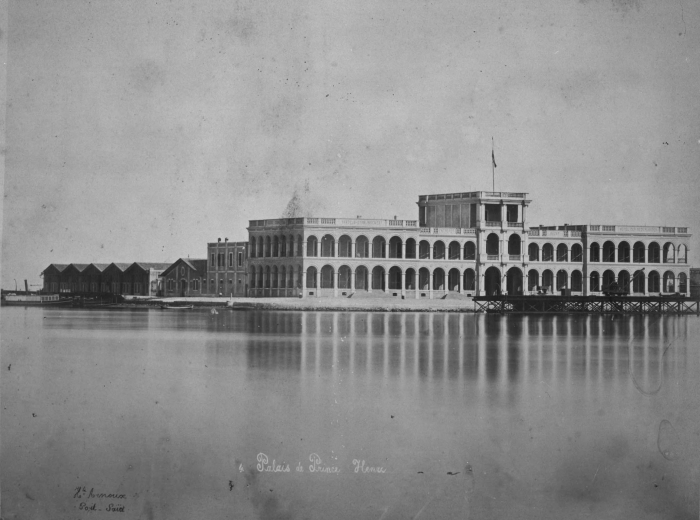
Het Nederlandse handelsetablissement en het Hotel der Nederlanden in de haven van Port Said

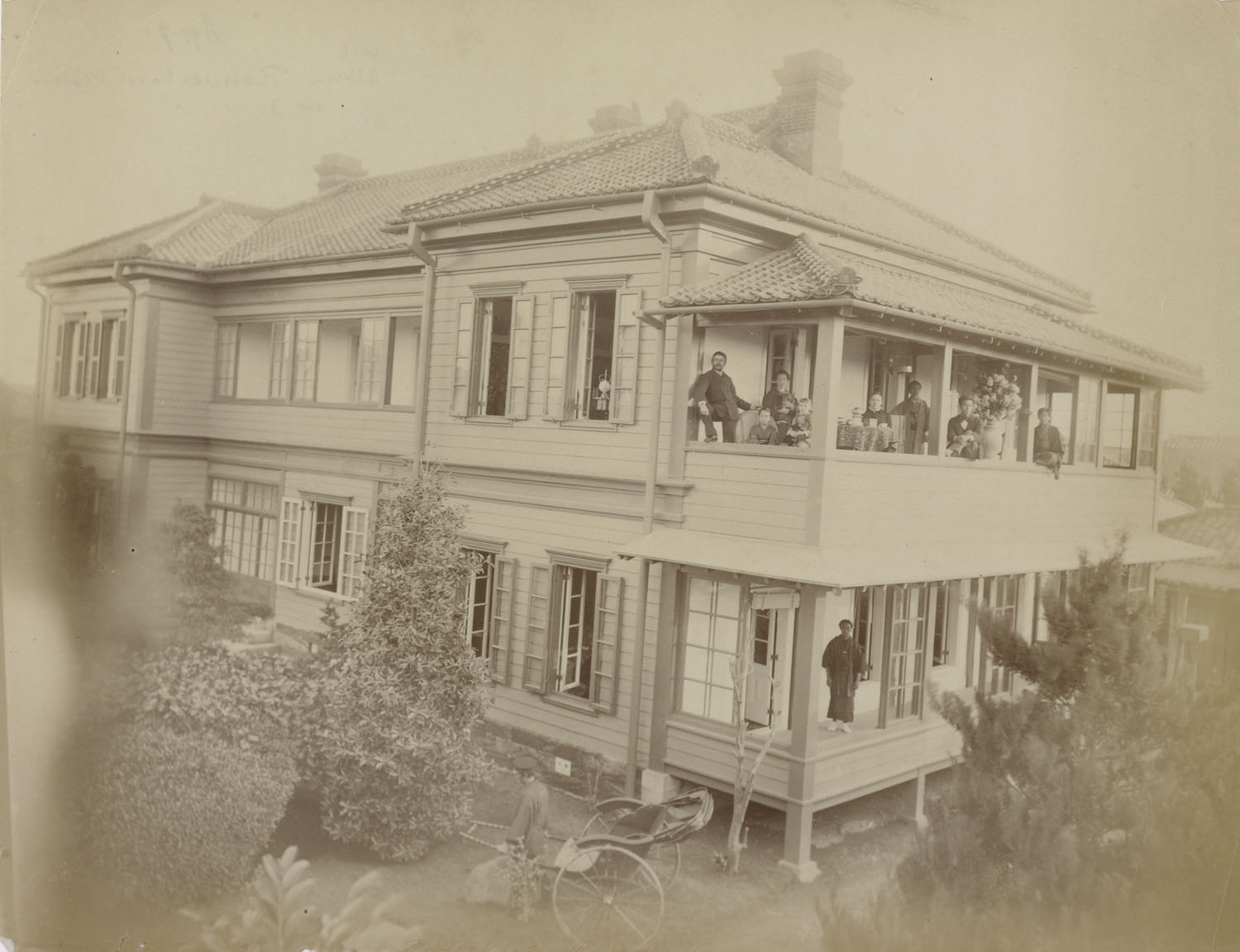
Het vermoedelijke woonhuis van Mulder in Japan

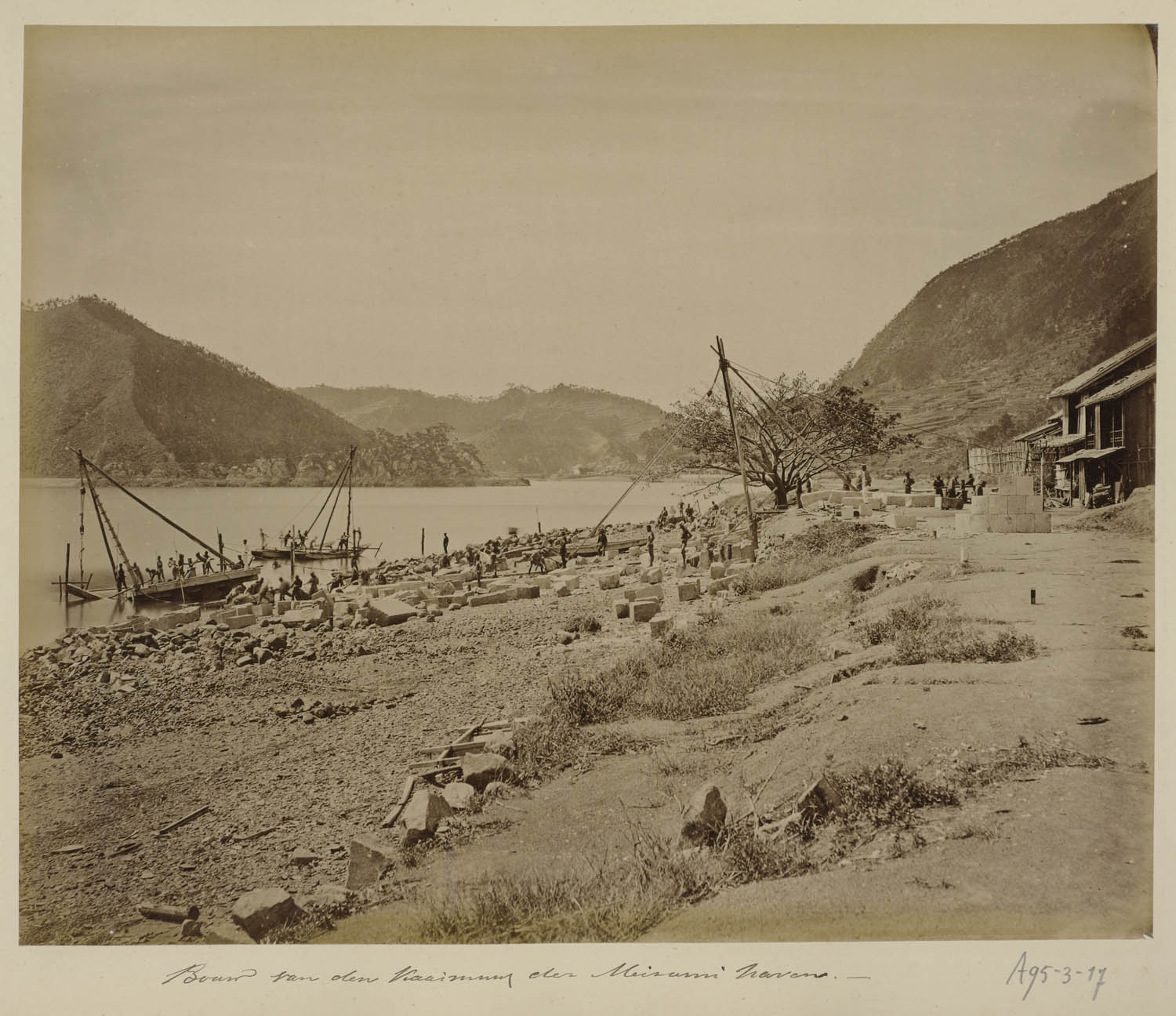
Bouw van de kademuur voor de haven van Misumi (Hamada, Japan)

Anthonie Thomas Lubertus Rouwenhorst Mulder (Leiden, 28 april 1848 - Nijmegen 6 maart 1901) was een Nederlandse ingenieur en o-yatoi gaikokujin die in Japan als een van de 'watermannen' nog steeds bekend is vanwege zijn waterstaatkundige werken, zoals de aanpassing van verschillende rivieren en havens.

## Leven
Anthonie Rouwenhorst Mulder werd geboren op 28 april 1848 te Leiden als zoon van de tabakshandelaar A.T.L. Rouwenhorst Mulder en zijn vrouw A.C.E. d'Ailly. Ze woonden op de Haarlemmerstraat, wijk 6, nr. 420. Hij bezocht de lagere school in Leiden en later in Alkmaar, volgde zijn middelbare onderwijs in Haarlem en studeerde vervolgens van 1867 tot 1872 aan de Polytechnische School te Delft (nu de TU Delft), waar hij afstudeerde als civiel ingenieur. Op 29 april 1891 trouwde hij te Wageningen met Margaretha Anna Jongkindt Coninck. Hij overleed in 1901 (zijn weduwe hertrouwde in Arnhem op 12 maart 1907 met Pieter van Embden).

## Carrière

#### Egypte
Na zijn studie trad hij als buitengewoon opzichter in dienst bij Rijkswaterstaat waar hij belast werd met het verrichten van opnemingen en peilingen langs en in de Waal bij Herwijnen. Al na een jaar, in 1873, trad hij in dienst bij prins Hendrik, die een grote affiniteit had met de zeevaart en de wens had om bij de noordelijke ingang van het Kanaal van Suez nabij Port Saïd een handelspost te vestigen waar Nederlandse schepen bevoorraad zouden kunnen worden. Tegen alle adviezen in zette Hendrik zijn plannen door en droeg Mulder op de noodzakelijk plannen te maken en de realisatie te begeleiden. Op het uitgezochte terrein kwamen een hoofdgebouw, een magazijn, een kolenloods, een goederenloods, dienstwoningen, twee aanlegsteigers en de fundering voor een waterreservoir. Ook werd een hotel gebouwd: de Nederlanden. Mulder verbleef van augustus 1873 tot augustus 1876 in Port Saïd. De handelspost bleek inderdaad weinig succesvol. Na het onverwachte overlijden van de prins op 13 januari 1879 werd de exploitatie beëindigd en de eigendommen verkocht.

#### Nederland
Van mei 1877 tot augustus 1878 was Mulder in dienst van de gemeente Den Haag. Hier maakte hij plannen voor de aanleg van het Verversingskanaal en het daaraan gekoppelde rioleringstelsel. Ook was hij betrokken bij het ontwerp van een stoomtramweg van Haarlem over Overveen naar Bloemendaal (zie ook de Haarlemse tram).

#### Japan
In Japan ontstond aan het einde van de negentiende eeuw ten tijde van de Meijiperiode vraag naar Nederlandse deskundigheid op het terrein van de waterhuishouding. Verschillende Nederlandse 'wateringenieurs' werden ingeschakeld om de havens toegankelijk en de rivieren bevaarbaar te maken voor de grote stoomschepen die toen hun intrede deden. De steden die aan deze rivieren en zeemondingen lagen kwamen daardoor tot grote bloei. Tot op de dag van vandaag worden deze Nederlanders daarvoor in Japan geëerd met standbeelden, gedenkplaten, recreatieparken, films en toneelstukken.
Mulder vertrok in het najaar van 1879 naar Japan om daar in overheidsdienst rivierwerken te ontwerpen en de uitvoering daarvan te begeleiden. Daar was hij onder meer verantwoordelijk voor het verbeteren van de rivieren Yedo-gawa en Narose-gawa. Ook maakte hij een ontwerp voor de verbetering van de haven van Tokio, waarvan de toegang indertijd belemmerd werd door uitgestrekte slibbanken. Mulder kwam met het plan om hier een rivier, de Samida-gawa, door een dam af te scheiden van de haven en een tijbassin ter grootte van 1.400 hectaren aan te leggen. Ook voor andere havens maakte hij verbeterplannen. Uiteindelijk keerde hij in 1890 terug naar Nederland.
De eerste 'wateringenieurs' die actief waren in Japan waren overigens Cornelis Johannes van Doorn (1837-1906) en Isaac Anne Lindo (1848-1941). De laatste was verantwoordelijk voor de invoering van de nog steeds gebruikte hoogtemaat Tokyo Peil, thans Japan Standard genoemd. Tijdgenoten van Mulder waren Johannis de Rijke en George Escher.

#### Nederland
In Nederland vestigde Mulder zich na zijn terugkeer in Den Haag. Hij werd in januari 1895 door de Vereeniging voor handel, Nijverheid en Gemeentebelangen benoemd tot lid van een commissie voor het tot stand brengen van een vissershaven te Scheveningen. Hij maakte voor de commissie ook het ontwerp voor zo'n haven. In 1897 verhuisde Mulder naar Nijmegen. Daar maakte hij voor een commissie uit de gemeenteraad ontwerpen voor stoomtramlijnen in en om die stad. In 1898 ontving hij opdracht ter beoordeling van een ontwerp van een Russisch ingenieur tot toepassing van het Liernurstelsel te Sint-Petersburg.

#### Publicaties
- Het Nederlandse handelsetablissement te Port Saïd in Tijdschrift van het Koninklijk Instituut van Ingenieurs (1876-1877), blz. 287 (pdf blz 262-265 + 355-358 (platen))
- Korte mededelingen over Japan en meer bepaald over de voornaamste havens die in dat rijk gevonden worden in Tijdschrift van het Koninklijk Instituut van Ingenieurs [1887-1888), blz. 91 (pdf blz 238-244 en 336-347 (figuren en kaarten);
- Over een drietal zeestraten in den Japanschen archipel in Tijdschrift van het Koninklijk Instituut van Ingenieurs (1892-1893), blz. 205, pdf blz 449-470 (scans van de bijbehorende platen zijn heel slecht)

## Eerbetoon
Mulder werd door de Japanse keizer voor zijn verdiensten gedecoreerd en benoemd tot "Officier in de Orde van de Heilige Schat".
Op 1 mei 1990 onthulde de burgemeester van Misumi (Hamada, Japan) een gedenksteen voor Mulder in de voorgevel van de HEMA aan de Haarlemmerstraat in Leiden. Op die plek stond het huis waar "deze civiel-ingenieur die zich zo verdienstelijk maakte voor Japan" in 1848 werd geboren. In Japan staat bij het Tone kanaal een monument voor Mulder. Kroonprins Willem-Alexander bracht hier in 2010 een bezoek. Ook het graf van Mulder op begraafplaats Rustoord in Nijmegen wordt nog regelmatig door Japanse toeristen bezocht.

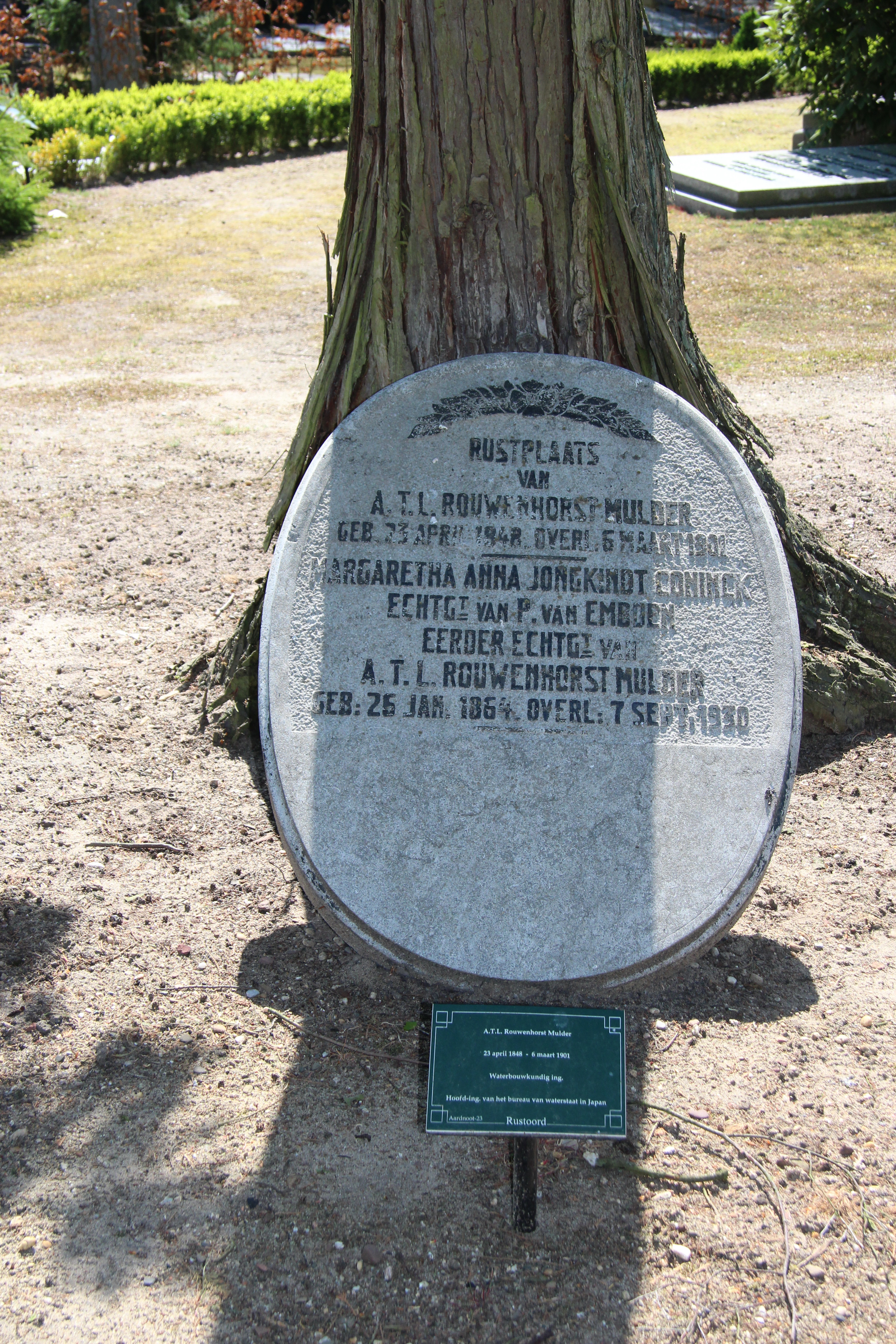
Graf Rouwenhorst Mulder op begraafplaats Rustoord in Nijmegen

- Biografisch Portaal: 51820419
- Digitale Bibliotheek voor de Nederlandse Letteren: muld041
- International Standard Name Identifier: 0000 0003 8833 7240
- Nederlandse Thesaurus van Auteursnamen: 273432737
- Virtual International Authority File: 281511009